# Крајиште (Липљан)
Крајиште (алб. Kraishtë) је насеље у општини Липљан, Косово и Метохија, Република Србија.

## Становништво
| Демографија | Демографија | Демографија |
| Година      | Становника  | Становника  |
| ----------- | ----------- | ----------- |
| 1948.       | 658         |             |
| 1953.       | 583         |             |
| 1961.       | 814         |             |
| 1971.       | 903         |             |
| 1981.       | 1.068       |             |
| 1991.       | 1.189       |             |